# Щеглов Михайло Михайлович
Миха́йло Миха́йлович Щегло́в (нар. 29 вересня 1885, Самара — пом. 5 жовтня 1955, Сімферополь) — російський радянський графік і педагог. Батько художника Олексія Щеглова.

## Біографія
Народився 17 [29] вересня 1885 року у місті Самарі (тепер Російська Федерація). У 1900—1905 навчався у московському Строгановському училищі у Костянтина Коровіна. У 1914—1915 роках був співробітником московських журналів «Будильник», «Красный смех», «Развлечение»; у 1925—1941 роках — харківської газети «Вісті». У 1941—1945 роках — працівник «Вікон ТАРС»; у 1944—1955 роках — газет «Крымская правда», «Крымский комсомолец».
У 1916—1955 викладав у мистецьких інститутах і середніх мистецьких школах Томська, Рибинська, Харкова і Сімферополя.
Помер у Сімферополі 5 жовтня 1955 року.

## Творчість
Працював у галузі політичної сатири, станкової та книжкової графіки, виконував плакати. Серед творів:
- «Сибір, Томськ» (1910, акварель, туш);
- «Тбілісі, вулиці старого міста» (1917, акварель);
- плакат «Требуйте консервы Крымконсервтреста» (1925);
- «Бухара» (1930, акварель);
- серія «Слідами Вітчизняної війни» (1944—1945, олія, акварель, туш, перо);
- ілюстрації до книг:
- «Анна Кареніна» Льва Толстого (1914, Москва);
- «Севастопольська страда» Сергія Сергєєва-Ценського (1955, Сімферополь).

Брав участь у:
- розписі Харківського палацу піонерів (1933—1940);
- оформленні піонерського табору «Артек» (1945).